# Marek Pivovar
Marek Pivovar (26 de juny de 1964 – 2 de gener de 2021) va ser un escriptor txec, dramaturg i director radiofònic.

## Biografia
Pivovar va estudiar la llengua txeca, història, i teatre a la Universitat Masaryk a Brno. De 1994 a 2017, va ser el dramaturg del Teatre Nacional de Moràvia-Silèsia a Ostrava. També va treballar a temps parcial durant dos anys en el mateix lloc al Teatre Nacional de la ciutat de Brno. També va ser dramaturg del Teatre Mahen. El 2017, va deixar el Teatre Nacional de Moràvia-Silèsia per malaltia i es va centrar en l'escriptura.
Va participar en més de 60 produccions, va arranjar obres i va escriure els llibrets per a dos ballets: Tance Rudolfa II (The Dances of Rudolf II) i Spor aneb Dotyky (Controversy or Touchings).
El 2000 va participar al Festival Internacional de Teatre Temporalia de Brussel·les. Des del 2003 va ser dramaturg al teatre Mahen. També va treballar contínuament com a director de ràdio i, ocasionalment, de televisió.
El 2017, a causa d’una greu malaltia, va deixar el teatre d'Ostrava i es va convertir en dramaturg i publicista independent.
Marek Pivovar va morir a Ostrava el 2 de gener de 2021 a l'edat de 56 anys, després d'una llarga malaltia després de complicacions durant la pandèmia del COVID-19 en la República Txeca.